# Antoni Bohdziewicz
Antoni Bohdziewicz (n. 11 septembrie 1906, Vilna, Imperiul Rus – d. 20 octombrie 1970, Varșovia, Polonia) a fost un scenarist și regizor de film polonez, cel mai bine cunoscut pentru adaptarea sa din 1956 a piesei Răzbunarea scrisă de Aleksander Fredro.

## Biografie
Bohdziewicz s-a născut în orașul Vilna (Vilnius modern), pe atunci parte a Imperiului Rus. În 1928, a absolvit Facultatea Tehnică a Universității de Tehnologie din Varșovia și, simultan, a studiat la Facultatea de Științe Umaniste a Universității Stefan Batory. În 1928, a ajuns crainic la nou înființată filială a Radioului Polonez din orașul său natal. În 1931 a obținut însă o bursă de stat și a plecat în Franța. La Paris s-a alăturat prestigioasei Ecole Technique de Photographie et de Cinématographie, unde a realizat și primele sale documentare.
În 1935 s-a întors în Polonia și a lucrat ca jurnalist și cameraman la Cronica de Film a agenției PAT (Polska Agencja Telegraficzna⁠(d)), care era cel mai popular jurnal de actualități din Polonia. A mai lucrat ca jurnalist și editorialist la săptămânalul Pion. La sfârșitul anilor 1930 a realizat numeroase documentare pentru agenția PAT, precum și pentru studioul de film SAF. În 1939, a început să lucreze la primul său lungmetraj Zazdrość i medycyna, bazat pe un roman de Michał Choromański⁠(d). Totuși, producția a fost întreruptă de declanșarea invaziei Poloniei (1939).
În timpul celui de-al Doilea Război Mondial a fost membru activ al Armia Krajowa și a colaborat cu Biroul de Informații și Propagandă în calitate de șef al departamentului de fotografie și de film. În 1943 a început și un studio fotografic Tres la Varșovia, care a devenit un avanpost clandestin al Armia Krajowa. În timpul Revoltei de la Varșovia a devenit șeful grupului de cameramani care pregăteau știri zilnice și a fost unul dintre cei care au pregătit Warszawa walczy, un documentar filmat și prezentat în întregime în Varșovia asediată.
După război și-a continuat cariera în același rol și a devenit unul dintre primii membri ai companiei Polska Kronika Filmowa⁠(d) (PKF). Lucrând la Cracovia, deja în martie 1945 a început un Atelier de film pentru tineret, prima școală de film care a fost deschisă în Polonia după sfârșitul ocupației germane. În decembrie 1945 și-a transformat atelierul într-unul de studii obișnuite, care a ajuns un predecesor direct al Școlii de Film din Cracovia. În 1948 s-a mutat la Łódź, unde a activat ca președinte al Departamentului de Regie al Școlii Naționale de Film. În acest rol a fost profesor al mai multor generații de regizori polonezi.
El a rămas un regizor activ. Primul său film, 2*2=4, a fost lansat deja în 1945 și a fost printre primele lungmetraje care au fost filmate în Polonia după al Doilea Război Mondial. Între 1956 și 1962, Bohdziewicz a fost director artistic al Echipei de film Droga și apoi al Studioului de film TOR (1968–1970). În același timp, a fost și profesor la Institut National Supérieur des Arts du Spectacle (INSAS) din Bruxelles. A murit la 20 octombrie 1970 la Varșovia.

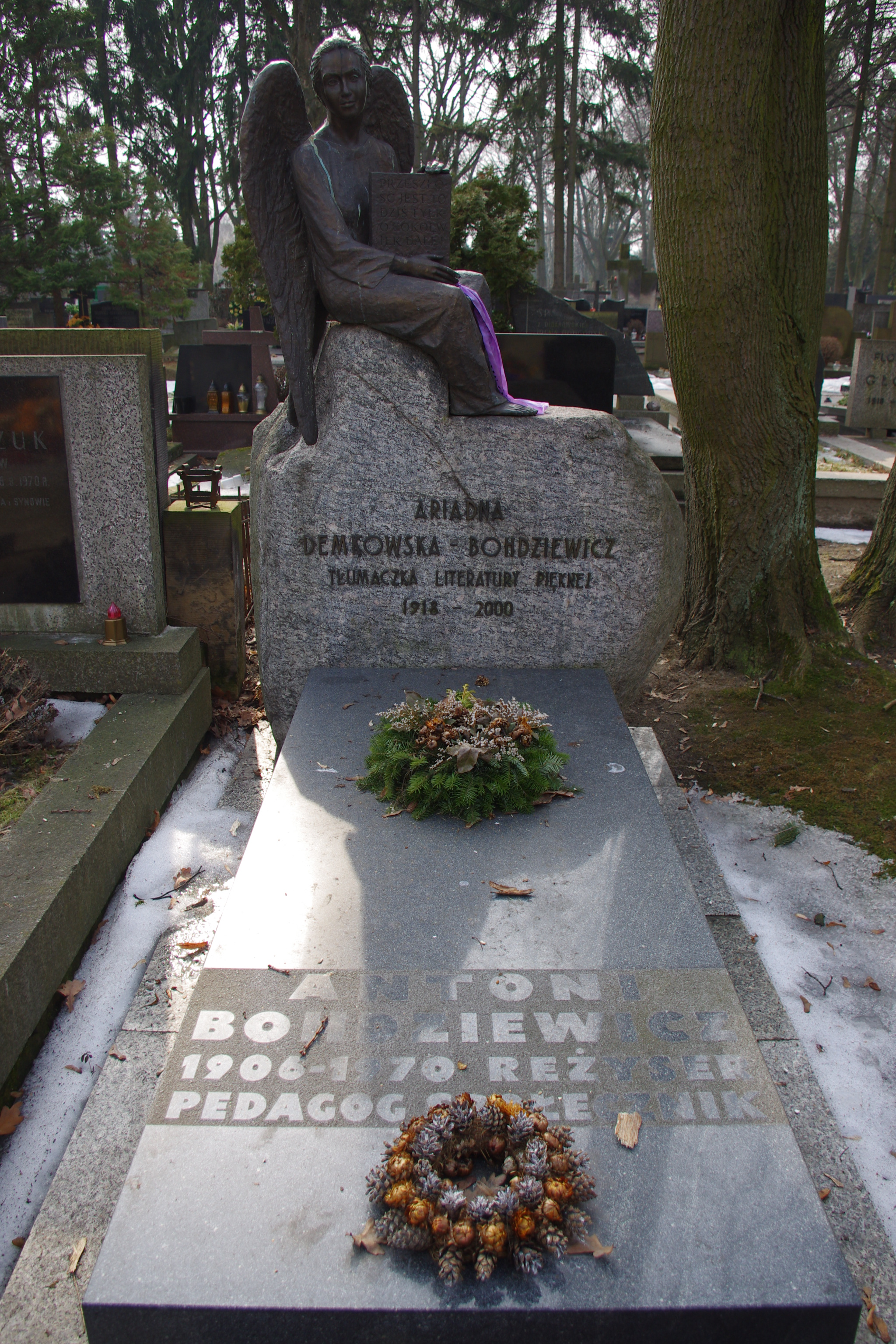

## Filmografie (ca regizor)
- 2 x 2 = 4 (Dwa razy dwa równa się cztery, 1945)[3][4]
- Siedem adresów (1945)[5]
- Za wami pójdą inni (1949)
- Szkice węglem⁠(d) (1956)
- Zemsta (1956, cu Bohdanem Korzeniewskim)
- Kalosze szczęścia (1958)
- Rzeczywistość⁠(d) (1960)
- Dziewczyna z dobrego domu (1962)
- Wilczy bilet (1964)